# 원우 (가수)
원우(본명: 전원우 (全圓佑), 1996년 7월 17일 ~ )은 세븐틴의 래퍼이자 가수, 작사가, 작곡가 프로듀서이며, 대한민국의 보이 그룹 세븐틴의 래퍼를 맡고 있으며 우리의 원냥이다

## 학력
- 사화초등학교 (졸업)
- 팔룡중학교 (졸업)
- 서울공연예술고등학교 방송연예과 (졸업)
- 한양대학교 미래인재교육원  (실용음악학전공 K-POP과정 / 재학)

## 음반 활동

### 싱글앨범
- 원우, 민규 《Bittersweet》 <Bittersweet (Feat. 이하이)>
- 원우,정한  《This Man》 <어젯밤 (guitar by 박주원)>

### 랩, 작사, 작곡 및 프로듀싱
- 세븐틴 《17 CARAT》 〈Ah Yeah〉
- 세븐틴 《BOYS BE》 〈표정관리〉
- 세븐틴 《BOYS BE》 〈만세〉
- 세븐틴 《BOYS BE》 〈ROCK〉
- 세븐틴 《 LOVE & LETTER 》 〈엄지척〉
- 세븐틴 《 LOVE & LETTER 》 〈이놈의 인기〉
- 세븐틴 《 LOVE & LETTER 》 〈만.세 (Hiphop Team Ver.)〉
- 세븐틴 《 LOVE & LETTER 》 〈사랑쪽지 (Love Letter)〉
- 세븐틴 《 LOVE & LETTER Repackage 》 〈NO F.U.N〉
- 세븐틴 《 LOVE & LETTER Repackage 》 〈끝이 안보여〉
- 세븐틴 《 Going Seventeen 》 〈붐붐〉
- 세븐틴 《 Going Seventeen 》 〈기대〉
- 세븐틴 《 Going Seventeen 》 <CHICK IN>
- 세븐틴 《 TEEN, AGE 》 <캠프파이어>
- 세븐틴 《 TEEN, AGE 》 <FLOWER>
- 세븐틴 《 TEEN, AGE 》 <TRAUMA>
- 세븐틴 《 DIRECTOR'S CUT 》 <Thinkin' about you>
- 세븐틴 《 YOU MAKE MY DAY 》 <우리의 새벽은 낮보다 뜨겁다>
- 세븐틴 《 YOU MAKE MY DAY 》 <What's Good>
- 세븐틴 《 YOU MAKE MY DAY 》 <Holiday>
- 세븐틴 《 YOU MADE MY DAWN 》 <칠리>
- 세븐틴 《 An Ode》 <Back it up>
- 세븐틴 《 헹가래 》 <좋겠다>
- 세븐틴 《 ;[semicolon] 》 <마음에 불을 지펴>
- 세븐틴 《 Your Choice 》 <GAM3 B01>
- 원우,민규 <Bittersweet (Feat. 이하이)>
- 세븐틴 《 Attacca 》 <그리워하는 것까지>
- 세븐틴 《 Face the Sun 》 <DON QUIXOTE>
- 세븐틴 < IN THE SOOP>
- 세븐틴 <What's the problem>
- 세븐틴 <언행일치(言行一致)>
- 세븐틴 <MINO>
- 세븐틴 <JOKER>

## 가수 외 활동

### 뮤직비디오
- 2012년 뉴이스트 〈 FACE 〉
- 2012년 헬로비너스 〈 Venus 〉

### 웹예능
- 2023년 유튜브 〈나영석의 와글와글〉
- 2024년 유튜브 〈소통의 神〉